# バンコク・ハートヤイ病院
バンコク・ハートヤイ病院（英語:Bangkok Hat-Yai Hospital、タイ語：โรงพยาบาลกรุงเทพหาดใหญ่）は、タイ南部ソンクラー県ハートヤイ郡にあるバンコク・ドゥシット・メディカル・サービシーズが経営を行うバンコク病院グループ系列の私立総合病院である。バンコク・ハジャイ病院とも記述される。1997年開院。

## 概略
バンコク・ハートヤイ病院はベッド数約400床、ICU（集中治療室）とCCU（冠状動脈疾患集中治療室）がある。小児科医、産科医は常勤でいる。CT、MRIがあり、血液透析も可能。24時間救急救命治療もおこなっている。

## 国際対応
ほとんどの医師は英語が可能であるが、日本語通訳はいない。年間1,500人以上の外国籍患者が来院し、英語、中国語、マレー語の通訳を使い診察を受けている。